# (32358) 2000 QS124
2000 QS124 (asteroide 32358) é um asteroide da cintura principal. Possui uma excentricidade de 0.07144430 e uma inclinação de 18.04598º.
Este asteroide foi descoberto no dia 29 de agosto de 2000 por LINEAR em Socorro.